# Leuvuche
Leuvuche /=gente del río, od leuvu= río i che= gente/ indijansko pleme iz skupine Araukanaca, naseljeno svojevremeno uz rijeke Río Negro, Limay, Neuquen i Colorado u Argentini. Leuvuche su bili ribarski narod i moguće da su rasno pripadali Puelchima s kojima su zajedno nestali, vjerojatno kroz jezičnu araukanizaciju.